# المضابي (الشحر)

'

تعديل مصدري - تعديل

المضابي هي إحدى قرى عزلة الشحر بمديرية الشحر التابعة لمحافظة حضرموت، بلغ تعداد سكانها 196 نسمة حسب تعداد اليمن لعام 2004.